# Divorcons (film 1912)
Divorcons è un cortometraggio muto del 1912. Il nome del regista non viene riportato nei titoli del film che è la prima trasposizione cinematografica conosciuta della commedia Divorçons di Victorien Sardou ed Émile de Najac.

## Produzione
Il film fu prodotto dall'Eclair American.

## Distribuzione
Distribuito dalla Motion Picture Distributors and Sales Company, uscì nelle sale cinematografiche statunitensi il 2 gennaio 1912.
Non si conoscono copie ancora esistenti della pellicola che viene considerata presumibilmente perduta.